# Бєлілов Володимир Миколайович
Володимир Миколайович Бєлілов (рос. Владимир Николаевич Белилов; 1936) — радянський футболіст, нападник, майстер спорту СРСР.

## Життєпис
На професіональному рівні дебютував в 1955 році в складі клубу вищої союзної ліги «Трудові резерви» з Ленінграда. У команді виступав до 1959 року, після чого поповнив ряди львівського СКВО. Протягом наступних п'яти сезонів виступав у різних клубах першої ліги. Завершив кар'єру в 1963 році в складі нальчикского «Спартака».

## Статистика виступів

### Клубна
| Команда                       | Сезон             | Чемпіонат         | Чемпіонат | Чемпіонат |
| Команда                       | Сезон             | Рів.              | Матчі     | Голи      |
| ----------------------------- | ----------------- | ----------------- | --------- | --------- |
| «Трудові резерви» (Ленінград) | 1955              | I                 | 5         | 1         |
| «Трудові резерви» (Ленінград) | 1956              | I                 | 10        | 3         |
| «Трудові резерви» (Ленінград) | 1957              | II                | 24        | 7         |
| «Трудові резерви» (Ленінград) | 1958              | II                | 19        | 2         |
| «Трудові резерви» (Ленінград) | Загалом           | Загалом           | 58        | 13        |
| СКА (Львів)                   | 1959              | II                | 19        | 3         |
| СКА (Львів)                   | 1960              | II                | 13        | 2         |
| СКА (Львів)                   | Загалом           | Загалом           | 32        | 5         |
| «Авангард» (Тернопіль)        | 1961              | ?                 | 2         | 0         |
| «Авангард» (Чернівці)         | 1961              | II                | 2         | 1         |
| «Металург» (Череповець)       | 1962              | II                | 2         | 1         |
| «Спартак» (Нальчик)           | 1963              | III               | 12        | 1         |
| Усього за кар'єру             | Усього за кар'єру | Усього за кар'єру | 108       | 21        |

Джерела:
- Статистика виступів взята з книги: Морозов И. А. История Кабардино-Балкарского футбола. Часть 2 (1959—1991). — Астрахань, 2006. — 278 с.